# 深夜ふたたび
『深夜ふたたび』（しんやふたたび）は、志水辰夫の長編冒険小説。

## 刊行経緯
- 1989年 徳間書店より「深夜ふたたび」刊行
- 1993年 徳間文庫より「深夜ふたたび」刊行

## 評価
- 1989年度「このミステリーがすごい!」 第6位

## あらすじ
川久保治之はかつて「クロー」というコードネームで裏社会を駆け回った男。彼に弁護士・磯部からある人物をソ連へ亡命させるために京都から北海道まで運んで欲しいと依頼が入る。その人物は、軍事機密情報を所持しており、警察から追われる指名手配犯だった。

## 登場人物
- 川久保治之
- 神谷丈夫
- 篠原匡子
- 今津祐輔
- 河原渉

## 『深夜プラス1』との関係
本作はギャビン・ライアルの冒険小説『深夜プラス1』へのオマージュ作品である。

## 登場する車・武器

### 車
- フォルクスワーゲン・ゴルフ

GTIのツインカムが登場。『深夜プラス1』のシトロエン・DSに相当する。
- スバル・レオーネ

ツーリングワゴンが登場。

### 武器
- ベレッタM92

神谷が所持。
- シグ・ザウエル P225

神谷が所持。川久保が使用。
- M16

A1を敵が使用。